# Bachi-bouzouk
Pour l'album d'Arthur H, voir Bachibouzouk (album).

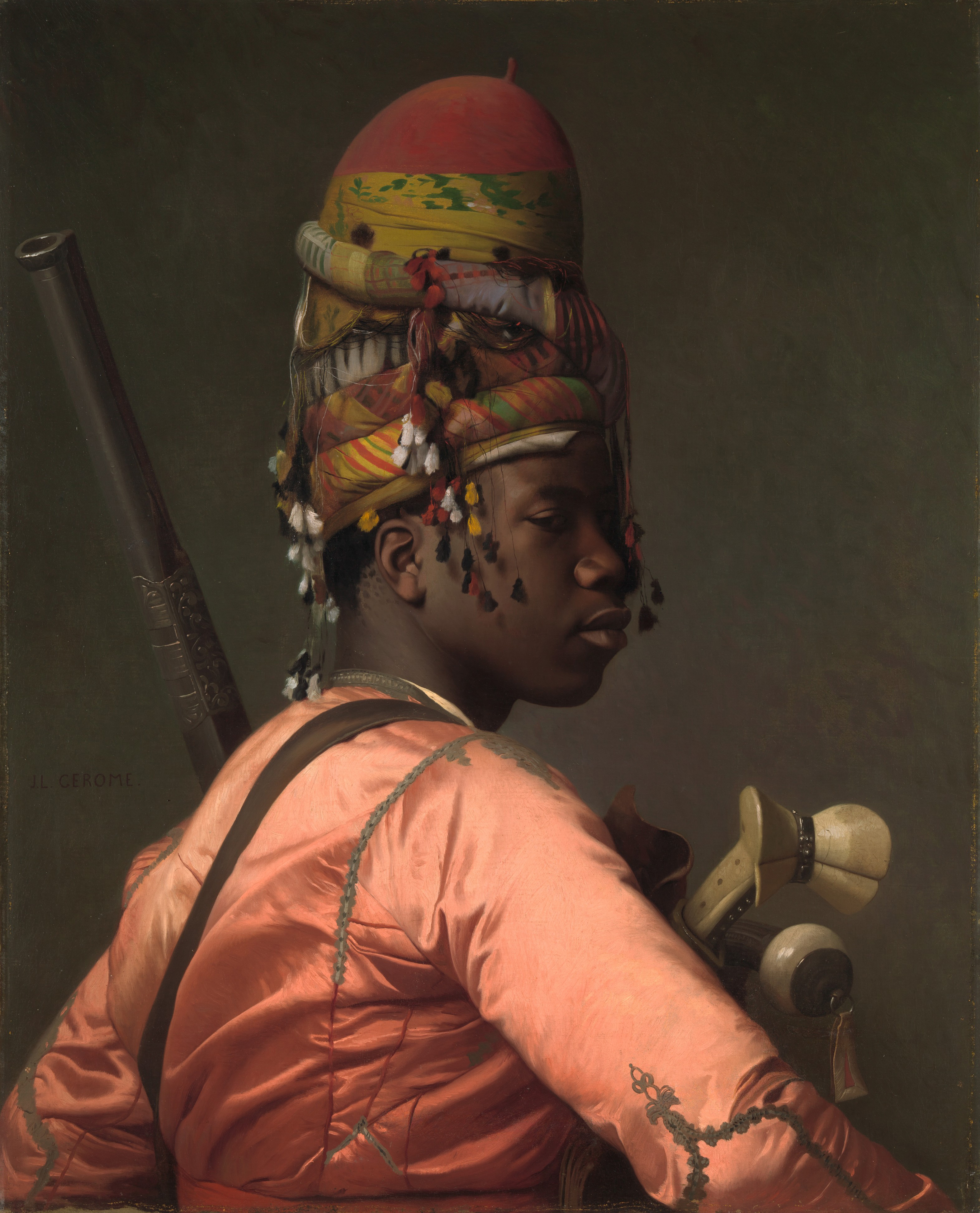
Bachi-bouzouk (tableau de Jean-Léon Gérôme, 1869).

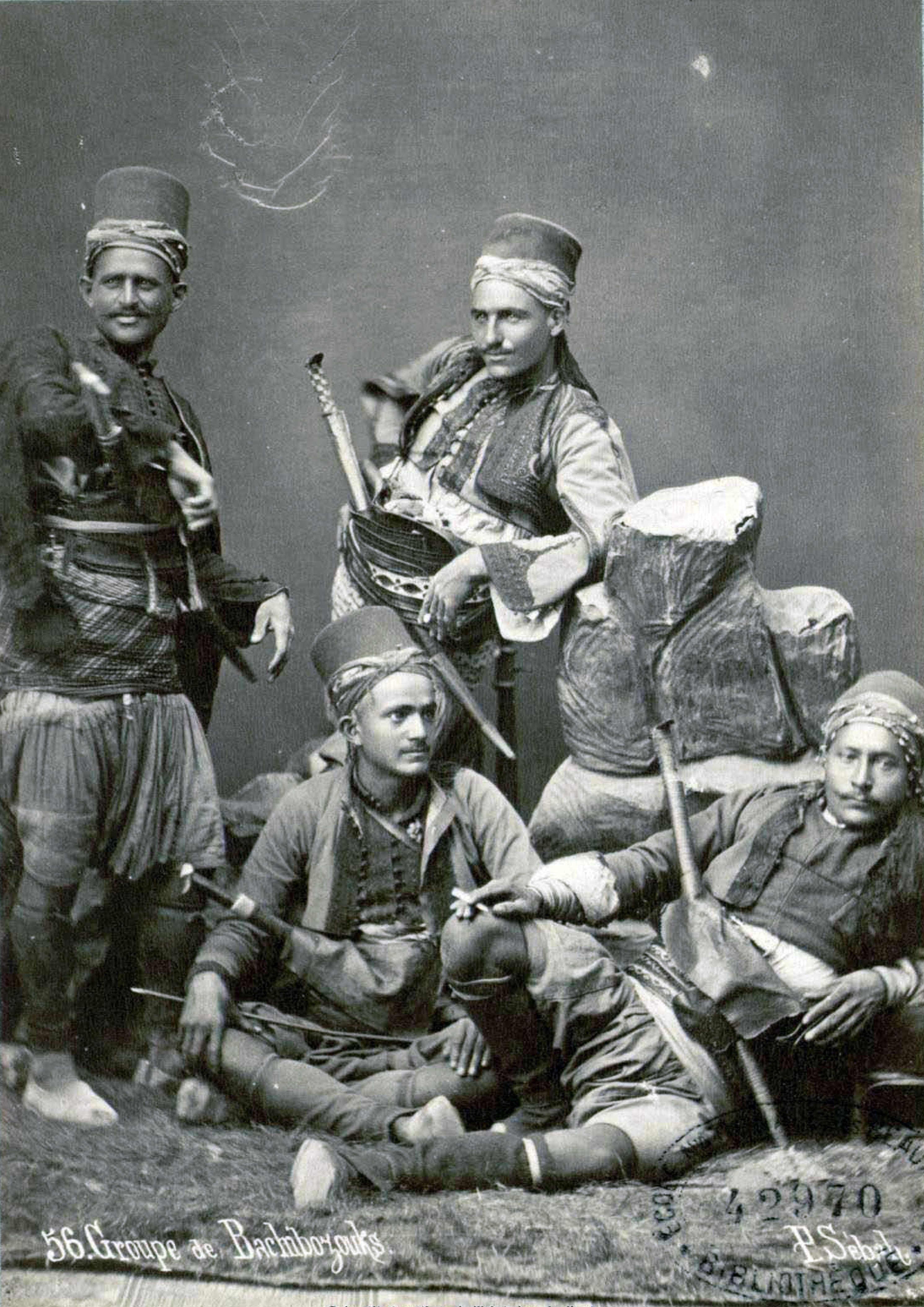
Groupe de bachi-bouzouks. Photo de Pascal Sébah vers 1870.

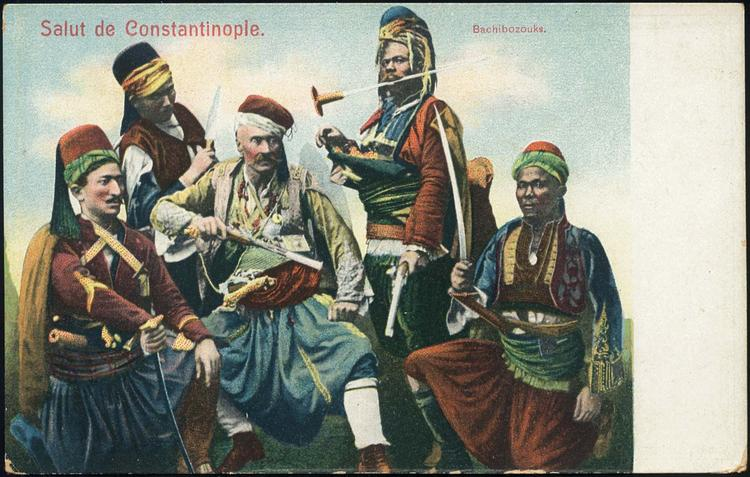
Carte postale de Constantinople d'un groupe de bachi-bouzouks.

Un bachi-bouzouk ou bachibouzouk (du turc başıbozuk, littéralement « tête cassée ou félée ») est un cavalier mercenaire de l'armée de l'Empire ottoman, avec un armement non standardisé, et en pratique très léger, et une discipline faible. Ils sont comparables à ce qu'étaient les hussards au XVIIe siècle dans l'armée autrichienne, ou à d'autres corps de guerriers irréguliers ou supplétifs.
Essentiellement utilisés pour terroriser les peuples conquis, les bachi-bouzouks sont connus pour avoir été particulièrement  actifs dans les Balkans pour le compte des Ottomans. Ils participèrent notamment au siège de Vienne et à la chute de Constantinople.

## Historique
Un bon général devait plutôt compter sur eux pour d'autres tâches : information, reconnaissance, poursuite, occupation du terrain, etc., ou des exactions communément associées aux soldats de circonstance.[réf. nécessaire]
L'ampleur de la répression qu'ils firent subir aux Bulgares au cours de l'insurrection bulgare d'avril 1876 indigna le monde entier et provoqua la guerre russo-turque de 1877-1878.
Les bachi-bouzouks furent aussi utilisés par les Jeunes-Turcs pour massacrer près de 30 000 chrétiens Arméniens à Adana en avril 1909,.

## Usage comme surnom

### Durant la guerre de Crimée

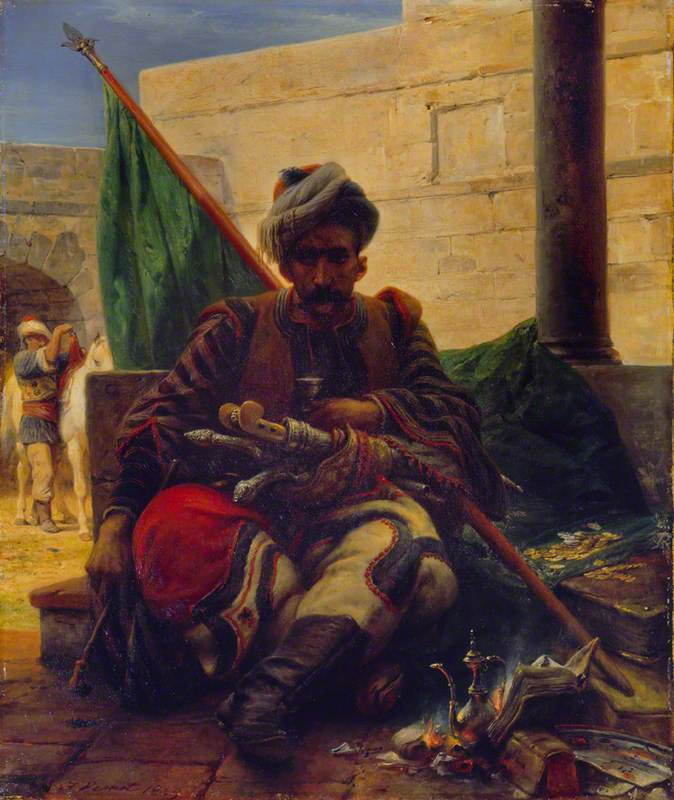
Un Bachi-bouzouk
Horace Vernet, 1860
Wallace Collection, Londres.

Un corps irrégulier de l'armée française, les spahis d'Orient, a existé brièvement durant la guerre de Crimée. Indisciplinés, on les a parfois surnommés bachi-bouzouks.
Le peintre Horace Vernet les a rencontrés lors de sa visite en Crimée au moment de la guerre en 1854-1855. Leur penchant pour le pillage est suggéré dans ce tableau par le plat d'İznik cassé au premier plan à droite, le livre ouvert près d'un feu sur lequel mijote une cafetière et les pièces d'or sur un tissu vert.

### Dans la fiction
- Le dramaturge irlandais George Bernard Shaw, dans la pièce La Milliardaire (1934), fait dire au personnage éponyme : « Vous êtes un porc, une bête sauvage et un bolchevik. (…) Vous êtes un hippopotame absolu. Vous êtes un bachi-bouzouk. »
- Dans Le Docteur Jivago, par Boris Pasternak, le personnage Mikoulitsyne dit au Docteur Jivago et à sa famille : « Seulement nous ne sommes pas des bachibouzouks ni des mécréants. »
- Dans les Aventures de Tintin, par Hergé, « bachi-bouzouk[6] » est l'une des insultes préférées du capitaine Haddock.